# ماها پاتاپولا
ماها پاتاپولا (به لاتین: Maha Pattapola) یک منطقهٔ مسکونی در سری‌لانکا است که در استان مرکزی (سری‌لانکا) واقع شده‌است.